# Lars Pelin

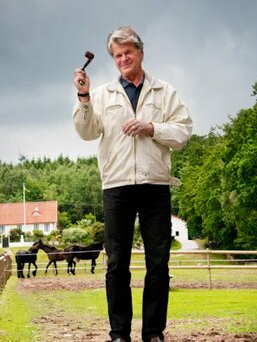
Lars Pelin.

Lars Pelin, född 17 april 1950 är en svensk forskare, författare och jurist tidigare verksam vid Lunds universitet. Pelins forskning och författarskap gäller främst inom områdena skatterätt och folkrätt.  Han har inklusive omarbetade upplagor publicerat cirka 30 böcker  och åtskilliga vetenskapa artiklar i bland annat Skattenytt, Förvaltningsrättslig tidskrift och Svensk skattetidning. År 1990 mottog Pelin Lunds universitets pedagogiska pris för Framstående utbildningsinsatser. Efter en nästan 40-årig anställning som lärare och forskare vid Juridiska Fakulteten i Lund gick Pelin i pension 2016. Han är fortfarande verksam som skattejurist/skatterådgivare och föreläsare på skatterättens område. Parallellt med juridiken har Pelin även verkat och verkar fortfarande som uppfödare av hopphästar. Han har fyra barn.

## Karriär och uppdrag
Pelin disputerade 1979 på en avhandling om Statsimmunitetens omfattning. 
Mellan 1986 och 1999 var han vid sidan om den akademiska karriären även Inspektor vid Wermlands Nation i Lund. Pelin har under en tid även varit prefekt vid den Juridiska Fakulteten i Lund och ordförande i ett antal styrelser och i dåvarande Taxeringsnämnd i Helsingborg under många år samt medverkat i statliga utredningar, såsom Avfallsfri framtid SOU 1994:114 (sekreterare), och i Bonniers Skattehandboken 2006-2007 (Svensk internationell beskattningsrätt). 
Pelin har tidigare varit ordförande för Svenska Varmblodsföreningen (SWB), men avgick i september 2015.